# Потаев, Виктор Сергеевич
Ви́ктор Серге́евич Пота́ев (1951―2021) ― российский учёный, доктор экономических наук, профессор, Заслуженный деятель науки Республики Бурятия, преподаватель Бурятского государственного университета.

## Биография
Родился 20 июня 1951 года в селе Чептыхой Качугского района Иркутской области. В 1973 году окончил ветеринарный факультет Иркутский сельскохозяйственный институт, а затем начал трудиться зоотехником в колхозе имени Я. Свердлова в Читинской области.
После нескольких лет работы поступил в аспирантуру Бурятского сельскохозяйственного института. Окончив учебу, защитил диссертацию в Сибирском научно-исследовательском проектно-технологическом институте животноводства и стал кандидатом сельскохозяйственных наук.
С 1984 по 1992 годы работал старшим преподавателем и деканом зооинженерного факультета Тувинского филиала Красноярского сельскохозяйственного института, старшим научным сотрудником Бурятского научно-исследовательского института сельского хозяйства СО ВАСХНИЛ. В 2004 году защитил докторскую диссертацию получил ученую степень доктора экономических наук на специализированном совете Академии наук Монголии.
В 2008 году удостоен звания профессор.
Значительную часть своей жизни посвятил сфере образования. Потаев не только преподавал, но и активно участвовал в научной деятельности, писал научные и учебно-методические работы. С 2004 по февраль 2013 года возглавлял кафедру «Организация производства, коммерция и предпринимательство» Бурятского сельхозинститута.
Преподавал в Бурятском государственном университете. Написал более 140 научных и учебно-методических работ.
Умер 8 июля 2021 года в Улан-Удэ.

### Учебные пособия
- Экономика и организация традиционного животноводства Бурятии, 2001
- Номадное животноводство: ветеринарное обслуживание, экономика и организация, 2003 (в соавторстве);
- Организация сельскохозяйственного производства, 2005 (в соавторстве).
- Традиционное животноводство Бурятии: экономика и организация, 2006
- Экономика традиционного животноводства Бурятии, 2007
- Организация предпринимательской деятельности, 2009
- Маркетинг, 2009 (в соавторстве)
- Организация производства на предприятиях АПК (в соавторстве)

### Монографии
- Через фермерство к национальному возрождению, 1997
- Организация крестьянских фермерских хозяйств: опыт, проблемы, перспективы, 1999
- Фермерство: история и современность, 2000 (в соавторстве);
- Фермерийн аж ахуйн зохион байгуулалт. - Уланбаатар, 2001 (на монгольском языке, в соавторстве);
- 70 лет кафедре организации сельскохозяйственного производства и предпринимательства, 2005. (в соавторстве);
- Организационно-экономические основы традиционного животноводства Монголии, 2007
- Малое предпринимательство в России и Байкальском регионе, 2011 (в соавторстве).
- Развитие инновационной экономики: теория и практика,2012 (в соавторстве).
- Развитие семейных ферм в животноводстве,2012 (в соавторстве)[5].